# Andrea Leeds
Andrea Leeds (født Antoinette Lees; 18. august 1914, død 21. maj 1984) var en amerikansk filmskuespiller. Hun var en populær birolle-skuespiller i slutningen af 1930'erne og blev nomineret til en Oscar for bedste kvindelige birolle for sin præstation i Rivalinder (1937). Senere gik hun videre til hovedroller. Hun lod sig pensionere fra skuespillet for at passe sit ægteskab i 1939, og blev senere en vellykket hestevædder.

## Opvækst
Leeds blev født Antoinette Lees i Butte, Montana, datter af Chas og Lina Lees. Hendes far var en indvandrer fra England.

## Karriere
Hun begyndte sin filmkarriere i 1934 med at spille småroller og brugte sit fødselsnavn. Som Andrea Leeds spillede hun sin første væsentlige rolle i filmen Mands vilje (1936) og opnåede en lignende succes med sin næste film It Could Happen to You! (1937).
Som en del af et ensemble cast, der omfattede Katharine Hepburn, Ginger Rogers og Lucille Ball, blev Leeds nomineret til en Oscar for bedste kvindelige birolle for sin præstation som en aspirerende skuespiller i Rivalinder (1937). Hun læste til rollen som Melanie i Borte med blæsten, men den rolle blev givet til Olivia de Havilland. Hendes mangfoldige kvalitet førte til, at hun blev castet i Goldwyn Follies (1938), hvor hun spillede "Miss Humanity" - en kvinde, der blev anset som en fortryllet Hollywood-chef for at repræsentere den ideelle amerikanske kvinde. Filmen var ikke en succes og fik dårlige anmeldelser.
Hun medvirkede derefter i to film overfor Joel McCrea (der tidligere spillede hendes bror i Mands vilje), Han vil til søs (1938), og Ungdommens melodi (1939), som var første gang hun spillede en kvindelig hovedrolle. Hun fortsatte med at spille en romantisk kvindelig hovedrolle i en eventyrfilm optaget i 1906 på Filippinerne,  Til sidste mand, overfor Gary Cooper og David Niven, og overfor Don Ameche i første technicolor-film af Stephen Foster, Sangen fra syden (1939).
Hendes sidste film, Earthbound (1940), var en fantasimordgåde, hvor Leeds' karakter løser mordet på sin mand, hjulpet af hans genfærd.
Disse film var relativt succesfulde, og Leeds var fortsat en populær skuespiller. I 1939 giftede hun sig med Robert Stewart Howard, søn af californisk forretningsmand og væddeløbshestejer Charles S. Howard, og besluttede at forlade filmmediet for at hellige sig at stifte familie. Hendes svigerfar ejede og red Seabiscuit, og med hendes mand blev hun en vellykket hesteejer/opdrætter.

## Privatliv
The Howards ejede også Howard Manor i Palm Springs, et hotel oprindeligt bygget som "Colonial House" af Las Vegas-casinoejer og Purple Gang-medlem Al Wertheimer. Hotellet drives nu som Colony Palms Hotel og har "Winner's Circle Suite" til ære for Seabuscuit og Howards-familien. Efter hans død i 1962 drev Leeds en smykkevarevirksomhed. Howardægteskabet var hendes eneste, og hun fik i alt to børn. Hendes søn er Robert Howard Jr. og hendes datter Leann døde af kræft i 1971.

## Død
Andrea Leeds døde den 21. maj 1984 af kræft i Palm Springs, Californien i en alder af 69 år. Som bysbarn i gennem mange år blev en Golden Palm Star på Palm Springs Walk of Stars dedikeret til hende i 1994.
Hun blev bisat i Desert Memorial Park i Cathedral City, Californien.

## Filmografi
| År   | Titel                     | Rolle                                 | Noter                                          |
| ---- | ------------------------- | ------------------------------------- | ---------------------------------------------- |
| 1933 | Meet the Baron            | Gymnasieelev                          | Ukrediteret                                    |
| 1934 | Elinor Norton             | Sygeplejerske                         | Ukrediteret                                    |
| 1934 | Bachelor of Arts          | Student Occupations Bureau ekspedient | Ukrediteret                                    |
| 1935 | Dante's Inferno           | Anna                                  | Ukrediteret                                    |
| 1935 | Anna Karenina             | Pige på Bar                           | Ukrediteret                                    |
| 1935 | Life Hesitates at 40      | Dr. Finlaysons sygeplejerske          | Ukrediteret                                    |
| 1935 | Magnificent Obsession     | Nina                                  | Ukrediteret                                    |
| 1936 | The Bohemian Girl         | Husholdekse & Guvernante              | Ukrediteret                                    |
| 1936 | The Count Takes the Count | Gloria Grayson                        | Som Antoinette Lees                            |
| 1936 | Sutter's Gold             | Sygeplejerske                         | Ukrediteret                                    |
| 1936 | Song of the Trail         | Betty Hobson                          | Som Antoinette Lees                            |
| 1936 | The Moon's Our Home       | Perfume Salesgirl                     | Som Antoinette Lees                            |
| 1936 | Forgotten Faces           | Salgspige                             | Som Antoinette Lees                            |
| 1936 | Godfrey ordner alt        | Kendis ved Scavenger Hunt             | Ukrediteret                                    |
| 1936 | Mands vilje               | Evvie Glasgow                         |                                                |
| 1937 | It Could Happen to You    | Laura Compton                         |                                                |
| 1937 | Rivalinder                | Kay Hamilton                          | Oscar for bedste kvindelige birolle nominering |
| 1938 | Goldwyn Follies           | Hazel Dawes                           |                                                |
| 1938 | Letter of Introduction    | Katherine 'Kay' Martin                |                                                |
| 1938 | Han vil til søs           | Helen Brown                           |                                                |
| 1939 | Ungdommens melodi         | Ann Lawson                            |                                                |
| 1939 | Til sidste mand           | Linda Hartley                         |                                                |
| 1939 | Sangen fra syden          | Jane McDowell Foster                  |                                                |
| 1940 | Earthbound                | Ellen Desborough                      |                                                |